# ویلیام تاکایاوا
ویلیام تاکایاوا (زاده ۲۱ فوریه ۱۹۴۹ - درگذشته ۵ مه ۲۰۲۳) یک جودوکار فیجیایی بود. او در المپیک تابستانی ۱۹۸۴ و  همچنین در المپیک تابستانی ۱۹۸۸ شرکت کرد.